# Мария Николаевна (1899 – 1918)
 За другата велика руска княгиня със същото име вижте Мария Николаевна.  
Мария Николаевна е велика руска княгиня, третото от децата на император Николай ІІ и Александра Фьодоровна.

## Живот
Родена е на 14 юни 1899 година в лятната резиденция Александрия, където императорското семейство прекарва летата си по това време. Бременността на кралицата е била тежка, тя припада на няколко пъти, а през последните месеци ѝ се налага да се придвижва в инвалидна количка. Денят на раждането, според спомените на съвременниците, е бил облачен и студен.
Мария израства добра и послушна, но в ранното си детство, подобно на по-малката си сестра Анастасия е буйна и немирна. По това време тя не е достатъчно голяма, за да влезе във висшето общество с двете си по-големи сестри Олга и Татяна, но не е и достатъчно малка, за да си играе с Анастасия и Алексей. Повече от всичко на света великата княгиня Мария обича баща си и често ревнува, когато той излиза с чужди хора.
Когато румънският принц приема ръката на княгиня Олга (която не се омъжва за него), той всъщност се влюбва в Мария. Императрицата се противопоставя на женитбата им поради невръстната възраст на Мария.
През 1918 година Мария и нейното семейство са разстреляни от болшевиките в къщата на инженер Ипатиев в Екатеринбург, която се наричала Ипатиевата къща.